# Kondensationstrocknung

Phasendiagramm:Die Kondensationstrocknung läuft rückwärts den grünen Pfeil entlang.
Hinweis: Das Diagramm vernachlässigt die hier irrelevante Anomalie des Wassers.

Die Kondensationstrocknung ist ein Luftentfeuchtungsverfahren, das häufig im industriellen und privaten Bereich angewandt wird, zum Beispiel im Wäschetrockner oder klassischen Bautrockner. Dazu wird feuchte Luft mittels Ventilatoren über Kühlrippen/-lamellen geführt, deren Temperatur unter dem Taupunkt der Luft liegt. Dabei kondensiert das Wasser und sammelt sich als Kondenswasser an der kalten Oberfläche, welches in einem separaten Behälter gesammelt wird. Die abgekühlte und entfeuchtete Luft wird anschließend erwärmt und als Trockenluft abgegeben.

## Einsatzbereich
Der Einsatzbereich von Kondensationstrocknern ist abhängig von der Temperatur und Feuchte des Arbeitsbereiches:
- Temperatur: ca. 5 °C bis 30 °C
- Feuchte: ca. 40 % bis 99 % relative Feuchte

## Vorteile
- Keine große Gefahr für sonstige Bausubstanz, da die Luftfeuchtigkeit kontinuierlich und nicht schlagartig gesenkt wird.
- Ohne großen technischen Aufwand durchführbar
- Hohe Effizienz bei relativ geringem Energieverbrauch. Die latent vorhandene Energie der Luftfeuchtigkeit wird in Wärmeenergie umgewandelt (die Luft wird somit erwärmt).
- Es wird kein Fenster oder Ähnliches zur Abführung der feuchten Luft benötigt. Das Kondensat kann über einen Schlauch oder in einen Behälter abgeleitet werden.
- Geräte mit Abschaltautomatik schalten bei Erreichen des Füllstandes automatisch ab.
- Vergleichsweise günstige Anschaffungskosten im Gegensatz zu Adsorptionstrocknern

## Nachteile
- Eingeschränkter Einsatzbereich (temperatur- und feuchtigkeitsabhängig)
  - Bei einem Sollwert unter 40 % relativer Feuchte arbeitet das Verfahren in einfacher Konfiguration des Kühlers als offenes System nicht effizient, wenn die Umgebungsluft nur wenig darüber liegt.
- Bei Temperaturen unter +6 °C ist der Einsatz nicht mehr ökonomisch, da nur eine geringe Kondensfeuchtigkeitsmenge abgeführt werden kann.
- Bei Temperaturen über +33 °C muss mit Überhitzen des Kompressors gerechnet werden.